# حقيقي الجفن
حقيقي الجفن أو برصيات مرقطة (الاسم العلمي: Eublepharis)، جنس سحالي من فصيلة حقيقيات الجفن. وصفت لأول مرة من قبل عالم الحيوان البريطاني جون إدوارد غراي في عام 1827. جميعها لديها جفون وظيفية كاملة. أعطانها شرق آسيا وجنوب غرب آسيا.